# 木村義賢
木村 義賢（きむら ぎけん、1851年5月3日（嘉永4年4月3日） - 1920年（大正9年）9月22日）は、日本の政治家、衆議院議員（1期）。

## 経歴
熊本県出身。漢学を修める。農林業を営み、小学校教諭、等外出仕、戸長、町村連合会議員、熊本県会議員、同常置委員となる。また、隈府銀行頭取、菊池軌道(株)社長を務めた。
1908年の第10回衆議院議員総選挙において熊本県郡部から大同倶楽部公認で立候補して当選。衆議院議員を1期務め、1912年の第11回衆議院議員総選挙には出馬しなかった。1920年死去。